# Caldas Novas
Caldas Novas – miasto i gmina w Brazylii leżące w stanie Goiás. Gmina zajmuje powierzchnię 1595,97 km². Według danych szacunkowych w 2016 roku miasto liczyło 83 220 mieszkańców. Położone jest około 160 km na południowy wschód od stolicy stanu, miasta Goiânia, oraz około 260 km na południowy zachód od Brasílii, stolicy kraju. 

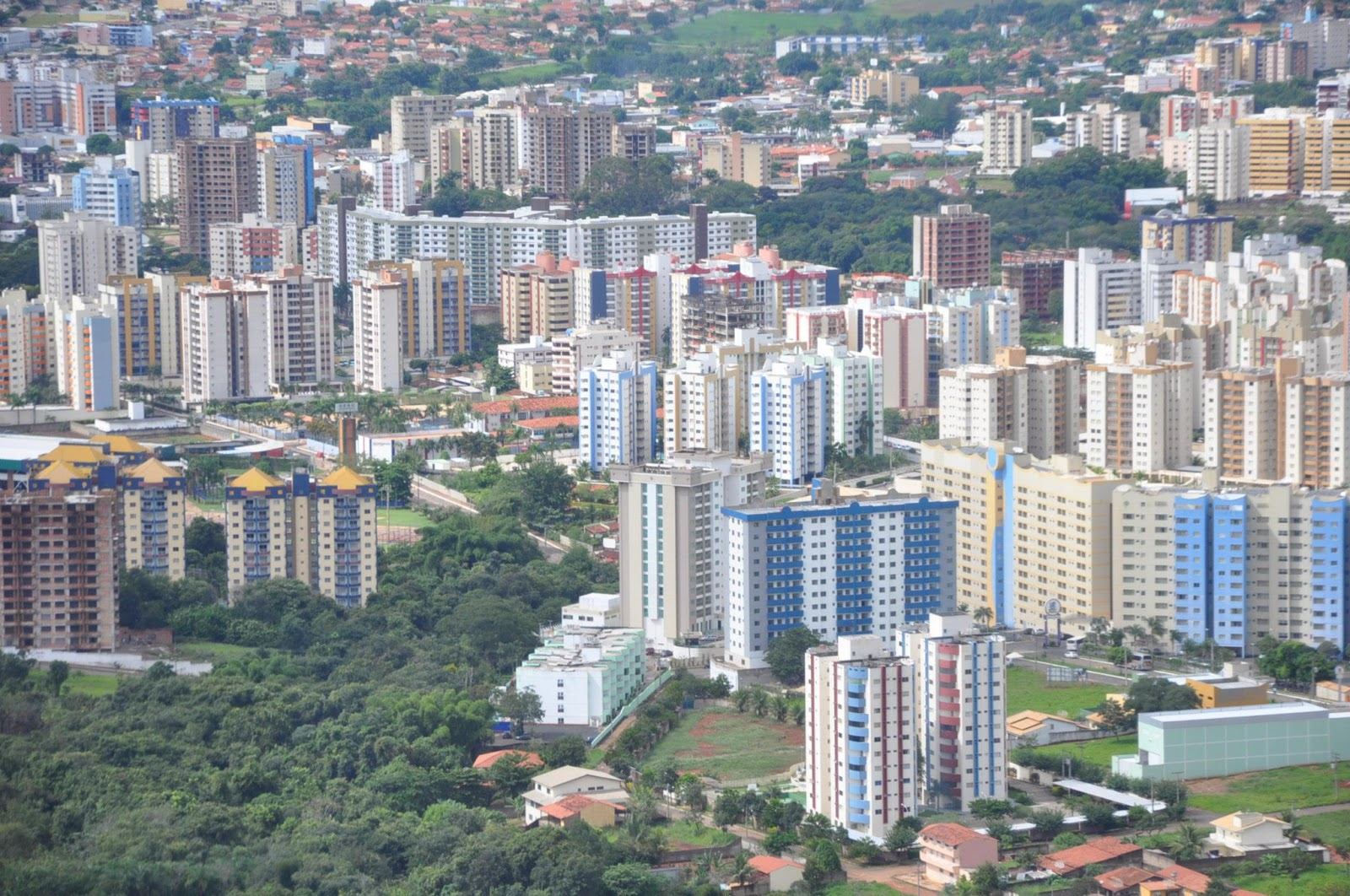
Caldas Novas - Aérea

Region, na którym znajduje się miasto, przez ponad 100 lat przyciągał pionierów, którzy poszukiwali złota. Jego rudy odkryto na tym terytorium w 1879 roku. Początkowo miejscowość nazywała się Morrinhos, lecz 5 lipca 1991 przyjęła obecną nazwę Caldas Novas. 
W 2014 roku wśród mieszkańców gminy PKB per capita wynosił 25 716,72 reais brazylijskich.